# Puls för lärande
Puls för lärande (PFL) är en svensk undervisningsmetod som kan relateras till koncepten för de engelska begreppen "brain breaks" och "active learning", men omfattas inte av samma innebörd. Tanken med PFL är att förbättra elevers inlärning och engagemang genom att skapa en strukturerad och varierad rytmdynamik under lektionerna. Undervisningsmetoden innefattar att växla mellan arbetsintensiva och avkopplande perioder samt att använda fysisk aktivitet för att stimulera elevernas koncentration och motivation.
Forskning kring PFL och liknande metoder är mycket begränsad, men vissa studier tyder på att metoden kan ha positiva effekter på elevers inlärning, koncentration och välbefinnande. Forskaren och utbildningssociologen Anita Norlund menar att puls för lärande är en neuromyt såsom den presenteras: 
| ” | Det är förstås ingen myt att det är bra att röra på sig, men att det leder till högre betyg finns det inga belägg för. Källorna till idén finns i USA, och där har man inte gjort någon forskning. | „ |

Metodens förlaga har ursprung i USA där den användes för att bekämpa fetma hos elever. När elevernas resultat ökade drogs slutsatsen att pulsträning stimulerar inlärning, vilket inte bekräftas i vetenskapliga studier. Liknande metoder har haft negativ effekt på i synnerhet flickor som upplevt ökad stress i skolan.
En inspiratör för ökad rörelse och pulshöjande övningar i klassrummen är föreläsaren och läkaren Anders Hansen.